# Juno Award for Alternative Album of the Year
El Juno Award for Alternative Album of the Year se celebra anualmente en Canadá para hacer honor al mejor álbum del año en la escena del rock alternativo y/o indire rock. El premio fue celebrado por primera vez en 1995 bajo el nombre Best Alternative Album y adoptó el nombre actual en 2003.

## Ganadores

### Best Alternative Album (1995 - 2002)
- 1995 - Rose Chronicles, Shiver

- 1996 - Art Bergmann, What Fresh Hell is This?

- 1997 - Sloan, One Chord to Another

- 1998 - Bran Van 3000, Glee

- 1999 - Rufus Wainwright, Rufus Wainwright

- 2000 - Julie Doiron and The Wooden Stars, Julie Doiron and the Wooden Stars

- 2001 - The New Pornographers, Mass Romantic

- 2002 - Rufus Wainwright, Poses

### Alternative Album of the Year (2003 - Present)
- 2003 - Broken Social Scene, You Forgot It in People

- 2004 - Buck 65, Talkin' Honky Blues

- 2005 - Feist, Let It Die

- 2006 - Broken Social Scene, Broken Social Scene

- 2007 - City and Colour, Sometimes

- Datos: Q9016680